# Пеђа Крстин
Пеђа Крстин (Мокрин, 3. септембар 1994) професионални је српски тенисер.

## Каријера
Први меч на професионалном АТП турниру одиграо је у Загребу где је прошао три кола квалификација, али је у првом колу изгубио од Душана Лајовића. Био је у тиму Србије на Дејвис купу 2015, али није одиграо ниједан меч. За Дејвис куп тим Србије дебитовао је 2018. кад је победио Стива Џонсона.